# Хуан Чао
Хуан Чао (кит. трад. 黃巢, упр. 黄巢, пиньинь Huáng Cháo; погиб в 884) — средневековый китайский повстанец. Согласно точке зрения коммунистических историков, один из вождей крестьянского восстания 874—884 годов в Китае; согласно мнению современной западной китаистики, глава крупной криминальной группировки, временно захватившей власть в Китае. Выходец из семьи, разбогатевшей на контрабанде соли и торговле ею. В отличие от рядовых крестьян он знал грамоту, прекрасно владел мечом, метко стрелял на скаку из лука. Был хорошим воином.
Как утверждает Кембриджская история Китая, т.3, Хуан Чао не имел программы, направленной на перераспределение земель, и не пользовался поддержкой крестьянства. Длительный успех и географическая широта его деятельности были сопряжены не с народной поддержкой, но со слабостью и коррупцией танского двора.

## Ранние годы
Точные дата и место рождения Хуан Чао неизвестны. По наиболее распространенной версии, он появился на свет в области Цаочжоу (современный городской округ Хэцзэ провинции Шаньдун). По легендам, юный Хуан Чао, отличавшийся большой тягой к знаниям, весьма рано овладел навыками каллиграфии и стихосложения, довольно бегло читал и был весьма красноречив. Однако его попытка сдать экзамены и поступить на государственную службу оказалась неудачной — возможно, вследствие всеобщей коррупции, столь характерной для последних лет правления династии Тан. Считается, что эта неудача сначала толкнула Хуан Чао в криминальный соляной бизнес (торговля солью в Китае была монополизирована государством ещё со времен династии Хань), а затем привела его в лагерь мятежников.

## Период смут и мятежей
В пору заката династии Тан в Китае периодически вспыхивали разрозненные восстания разорившихся крестьян и мелких торговцев, а также бунты военных. Доведенные до отчаяния мятежники, как правило, грабили казённые и монастырские кладовые, а похищенное зерно и награбленные ценности делили между собой или раздавали землякам. В известной степени это было ответом на неспособность государственной власти обеспечить твердый порядок в стране и ограничить мздоимство чиновников. Ситуацию усугубила засуха 873 года, которая обрекла на голодную смерть десятки тысяч крестьян. Вспышки вооруженных мятежей засверкали по всей стране. Доведенные до отчаяния жители сел стали собираться в отряды и совершать нападения на уездные и областные центры, усадьбы помещиков и монастыри.
В 874 году нелегальный торговец солью Ван Сяньчжи сколотил повстанческую армию (или, в трактовке ряда западных историков, криминальную группировку) численностью более 10 тыс. человек и фактически захватил власть в округах Цаочжоу и Бучжоу. Год спустя к нему присоединился Хуан Чао. Красноречие последнего привлекало все новых и новых сторонников, и вскоре под командованием Ван Сяньчжи и Хуан Чао было уже почти сто тысяч человек. Эта армия контролировала пять провинций и все междуречье Хуанхэ и Янцзы.
Попытки властей взять ситуацию под свой контроль потерпели поражение — в немалой степени из-за внушительного численного перевеса повстанцев. Тогда, по некоторым данным, власти попытались подкупить Ван Сяньчжи и Хуан Чао. Хотя эта попытка провалилась, доверие между недавними союзниками было разрушено, и армия вскоре разделилась. Часть сил под предводительством Ван Сяньчжи ушла на север, другую часть Хуан Чао увел на северо-восток. В марте 878 года ослабленное войско Ван Сяньчжи потерпело поражение под Лояном, сам он был взят в плен и казнен.

## Апогей борьбы
После гибели Ван Сяньчжи Хуан Чао стал единоличным вождем мятежных сил и был провозглашен «Великим полководцем, штурмующим небо». Под его командованием было от 300 тыс. до 500 тыс. человек. Осенью 879 года эта армия захватила крупнейший китайский порт Гуанчжоу, что сопровождалось истреблением множества иностранных купцов, мусульман, иудеев, христиан и зороастрийцев (данные позднейших арабских источников о более чем сотне тысяч жертв, впрочем, видимо, завышены). Однако эпидемия, выкосившая почти 40 % повстанческого войска, вынудила Хуан Чао двинуться в обратный путь на север. Но в провинции Хубэй крупные силы танских войск нанесли повстанцам поражение и вынудили их отойти за Янцзы. Впрочем, развить свой успех правительство не сумело.
Перезимовав в Цзянси и пополнив ряды своей армии, Хуан Чао летом 880 года начал поход на восточную столицу Империи — Лоян. Город пал в ноябре 880 г. Даже официальные источники признают, что вступление Хуан Чао не нарушило спокойствия Лояна. Бедноте раздавались запасы зерна из казённых амбаров и кладовых богачей. Многие из горожан, в том числе военачальники и чиновники, присоединились к Хуан Чао, который в своем воззвании заявил, что ведет войну против непомерных налогов и тяжких повинностей, против жестоких наказаний и несправедливых наград, против мздоимства сановников и стяжательства ростовщиков, против Танской династии.
В 881 году Хуан Чао захватил главную столицу китайской империи — город Чанъань. Император бежал на юг — сначала в Сянъян, а затем в Сычуань. Хуан Чао провозгласил себя императором государства «Великое Ци», взяв имя Сюань Ю, и присвоил своему царствованию девиз «Золотое правление». Своим сподвижникам он раздал высшие чины и титулы, впрочем, далеко не все из его приближенных сочли свои назначения справедливыми.

## Падение и смерть
Захватив трон Поднебесной, Хуан Чао не предпринимал новых наступательных операций и не преследовал бежавший в Сычуань императорский двор. Меж тем официальное правительство сумело оправиться от поражений и мобилизовало на борьбу с повстанцами новые силы. Против них было, в частности, брошено закалённое в боях девятитысячное войско тюрок-шато под командованием Ли Кэюна, которое нанесло повстанцам ряд чувствительных поражений.
Военные неудачи обострили прежние распри в стане Хуан Чао. Один из видных его соратников — Чжу Вэнь — в 882 году переметнулся на сторону императора Чжао-цзуна. Ли Кэюн меж тем усиливал натиск и в 883 году вынудил Хуан Чао покинуть Чанъань.
Отступление мятежников довольно быстро превратилось в бегство. Войско Хуан Чао таяло на глазах: если в 883 году из Чанъани вышла 150-тысячная армия, то в 884 году её численность сократилась всего лишь до тысячи человек. С этой горсткой сторонников Хуан Чао попытался укрыться в горах Тайшаня, но, как гласит легенда, осознав всю безысходность своего положения, покончил жизнь самоубийством, перерезав себе горло.

## Послесловие
Смерть Хуан Чао не принесла спокойствия династии Тан. Мятежи в провинциях Империи продолжались ещё более семи лет. Крупный отряд мятежников орудовал в Хэнани, ему удалось даже на короткий срок захватить Лоян. В бассейне Хуанхэ действовало семитысячное войско Хуан Хао, племянника Хуан Чао. Лишь после его разгрома в 901 году в Китае наступило относительное спокойствие.
Зверства Хуан Чао в Чанъани описаны Вэй Чжуаном в «Балладе о госпоже Цинь» (秦婦吟). «Баллада» рассказывает о крестьянке, семья которой до восстания голодала, но все же сводила концы с концами. Во время войны её мужа убили, а дети из-за усилившегося голода умерли. Госпожа Цинь проклинает разбойника Хуан Чао и просит о возвращении истинного Сына Неба.